# Jack Kirby
Jack Kirby, rojen kot Jacob Kurtzberg, ameriški umetnik, pisatelj in avtor, * 28. avgust 1917 New York City, ZDA † 6. februar 1994 Thousand Oaks, Kalifornija, ZDA.
Kirby je sodeloval z Joejem Simonom pri ustvarjanju Stotnika Amerike. V šestdesetih letih je delal pri Marvel Comics s Stanom Leejem, kjer je Kirby skupaj z Leejem ustvaril številne Marvelove superjunake. Leta 1970 je Kirby zapustil Marvel in začel delati za DC Comics. V DC je napisal in narisal veliko zgodbo, ki jo je poimenoval Četrti svet.